# Amidon, Dakota de Nord
Amidon este sediul comitatului Slope (conform originalului din engleză, Slope County), unul din cele 53 de comitate ale statului american Dakota de Nord. Populația fusese de 20 de locuitori la recensământul din anul 2010. Amidon a fost fondat în 1882.